# 基利斯比縣 (德克薩斯州)
基利斯比縣（英語：Gillespie County）是位於美國德克薩斯州中部的一個縣。面積2,749平方公里。根據美國人口調查局2000年統計，共有人口20,814人。縣城是弗雷德里克斯堡。
成立於1848年2月23日，縣名紀念美墨戰爭將領羅伯特·A·基利斯比（Robert A. Gillespie）。
美國前總統林登·約翰遜就是在這個縣出生。
美國海軍五星上將切斯特·威廉·尼米茲也是在弗雷德里克斯堡的大街（Main Street）出生，現時那棟建築仍在大街。